# Troy Benson
Troy Robert Benson (ur. 8 czerwca 1970 w Minneapolis) – amerykański narciarz, specjalista narciarstwa dowolnego. Zajął 4. miejsce w jeździe po muldach podczas mistrzostw świata w La Clusaz. Zajął także 8. miejsce w tej samej konkurencji na igrzyskach olimpijskich w Lillehammer. Najlepsze wyniki w Pucharze Świata osiągnął w sezonie 1995/1996, kiedy to zajął 31. miejsce w klasyfikacji generalnej, w klasyfikacji jazdy po muldach był dziesiąty.
W 1998 r. zakończył karierę.

## Osiągnięcia

### Igrzyska olimpijskie
| Miejsce | Dzień     | Rok  | Miejscowość | Konkurencja      | Zwycięzca         |
| ------- | --------- | ---- | ----------- | ---------------- | ----------------- |
| 8.      | 16 lutego | 1994 | Lillehammer | Jazda po muldach | Jean-Luc Brassard |

### Mistrzostwa świata
| Miejsce | Dzień     | Rok  | Miejscowość | Konkurencja      | Zwycięzca       |
| ------- | --------- | ---- | ----------- | ---------------- | --------------- |
| 4.      | 18 lutego | 1995 | La Clusaz   | Jazda po muldach | Edgar Grospiron |

### Puchar Świata

#### Miejsca w klasyfikacji generalnej
- sezon 1991/1992: 95.
- sezon 1992/1993: 80.
- sezon 1993/1994: 38.
- sezon 1994/1995: 45.
- sezon 1995/1996: 31.
- sezon 1996/1997: 43.
- sezon 1997/1998: 77.

#### Miejsca na podium
1. Kirchberg – 6 marca 1994 (Jazda po muldach) – 3. miejsce
2. Hasliberg – 12 marca 1994 (Jazda po muldach) – 3. miejsce
3. Hasliberg – 12 marca 1994 (Jazda po muldach) – 3. miejsce
4. La Plagne – 16 grudnia 1995 (Jazda po muldach) – 1. miejsce
5. Lake Placid – 5 stycznia 1996 (Jazda po muldach) – 3. miejsce
6. La Clusaz – 14 lutego 1996 (Jazda po muldach) – 2. miejsce
7. Hundfjället – 6 marca 1996 (Jazda po muldach) – 3. miejsce

- W sumie 1 zwycięstwo, 1 drugie i 5 trzecich miejsc.